# Thomas Rolfe
Thomas Pepsironemeh Rolfe (* 30. Januar 1615 in Virginia; † 1680 in Virginia) war der einzige Sohn Pocahontas’ und ihres britischen Ehemanns John Rolfe.

## Leben
Thomas Rolfe wurde nach dem englischen Gouverneur Sir Thomas Dale benannt, mit dem er im Jahre 1616 zusammen mit seiner Familie von Virginia an Bord der Treasurer nach England reiste. Im Frühjahr 1617 erkrankte seine Mutter Pocahontas schwer und starb. Der zweijährige Thomas litt an der gleichen Krankheit, wurde jedoch wieder gesund. Das Kind war aber zu schwach, um nach Virginia zurückzukehren, und blieb daher bei seinem Onkel väterlicherseits in Plymouth, während sein Vater allein weiterreiste. 
1619 heiratete John Rolfe erneut und 1620 bekam Thomas eine Halbschwester namens Elizabeth Rolfe (1620–1635). 1622 starb der Vater in Virginia. Thomas wurde von seinem Onkel großgezogen und wohnte bei ihm bis zu seinem zwanzigsten Lebensjahr. 1635 kehrte er schließlich doch noch nach Virginia zurück und förderte dort die Plantagen, die er von seinem Vater geerbt hatte. Er wurde als Pocahontas’ Nachkomme und Mitglied ihrer Familie anerkannt.